# Mercedes Núñez Targa
Mercedes Núñez Targa (Barcelona, 16 de enero de 1911-Vigo, 4 de agosto de 1986) fue una política republicana española, militante antifascista, luchadora por las libertades civiles contra los regímenes de Franco y Hitler.  
Sufrió la guerra, la cárcel, el exilio y la deportación y sobrevivió a los campos de concentración nazis de Saarbrücken, Ravensbrück y Leipzig- Schönefeld. Luchó en la guerra junto al  PSUC y en 1939 fue detenida y trasladada a la cárcel de mujeres de Ventas. Tras ser liberada, huyó a Francia y tuvo un papel activo en la Resistencia francesa. Fue detenida por la  Gestapo en 1944 y llevada al campo de concentración de Ravensbrück. Fue liberada por los aliados en 1945. En 1968 participó en la creación del Partido Comunista de Galicia y en 1975 retornó a España. 

## Trayectoria

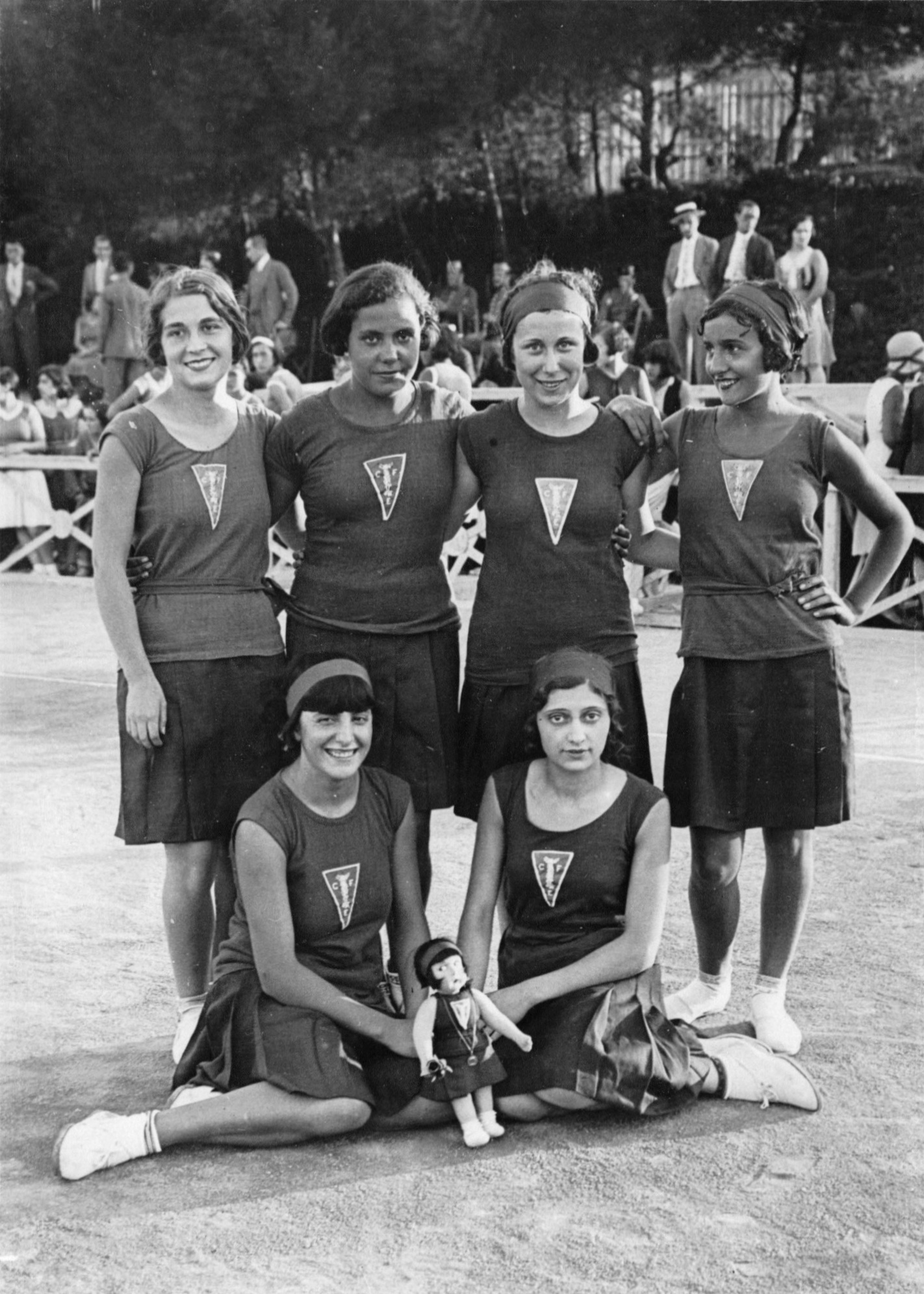
Equipo de baloncesto do Club Femení d'Esports de Barcelona, 1930

Mercedes nació en Barcelona, en el número 5 de la calle de Santa Anna, distrito de Ciudad Vieja, en el seno de una familia acomodada. Su madre, Ángela Targa Guitart, catalana, era hija de un chocolatero con negocio en la Rambla de Canaletes. Su padre, José Núñez Otero, natural de Bergondo (La Coruña) se estableció en la Rambla de las Flores con una joyería. Con dieciséis años, Mercedes, que recibió una  esmerada educación, comenzó a trabajar en un laboratorio fotográfico, en contra del criterio paterno. En los primeros años treinta trabajó como auxiliar de contabilidad y mecanógrafa en "Películas Cinematográficas Huguet". Durante la República, compatibilizó este trabajo con el de dáctilomecanógrafa en el Consulado de Chile en Barcelona, donde fue secretaria de Pablo Neruda, hasta el traslado de este a Madrid en febrero de 1935.
Desde muy joven se interesó por la corriente reformista de los años treinta, comprometiéndose con el mundo cultural y asociativo barcelonés. Fue socia del "Ateneo  Enciclopédico Popular", de la asociación higienista y naturista "Amics del Sol" y del "Club Femení d'Esports de Barcelona", primera entidad deportiva catalana compuesta exclusivamente por mujeres, del que fue tesorera y desde el cual participó en la organización de las Olimpiadas Populares contra la convocatoria de los Juegos Olímpicos de Berlín de 1936, que se truncaron debido al golpe militar de 18 de julio, que dio paso a la Guerra civil española.
Tras la muerte de su padre en abril de 1936, ingresó en las Juventudes Socialistas Unificadas (JSU). Ya producido el Alzamiento, ingresó en el PSUC (Partido Socialista Unificado de Cataluña). En plena guerra, realizó labores administrativas en la sede del Comité Central del Partido, en la Casa Milá (La Pedrera). Cuando las tropas de Franco tomaron Barcelona en enero de 1939, la dirección del Partido Comunista le encomendó reorganizar el  PC en La Coruña. Llegó a la ciudad herculina en marzo de 1939.  

### Cárceles franquistas
Vigilada por agentes de la Dirección General de Seguridad, fue detenida el 10 de noviembre y trasladada a la prisión provincial de Betanzos, donde estuvo aislada en una celda, luego a la Prisión Provincial de La Coruña y por fin, el 6 de marzo de 1940, a la cárcel de Ventas en Madrid, acusada de colaborar en una extensa red clandestina que abarcaba todo el Norte de España con el objetivo de sacar al extranjero a cuadros perseguidos por el régimen.
En la prisión de  Ventas, millares de presas eran hacinadas en condiciones infrahumanas. Siendo la capacidad originaria de 500 presas, llegó a albergar más de 6000 reclusas. Cuando Mercedes ingresó en la cárcel madrileña, era aún católica practicante y comunista a la vez. En esa misma prisión perdió la fe debido al trato recibido de sus carceleras, las monjas de la Congregación “Hijas del buen Pastor”. A partir de sus experiencias en Ventas, Mercedes publicó años después, en el exilio, su obra autobiográfica Cárcel de  Ventas en la que recogió nombres y sucesos vividos.

“Al final del corredor de la galería de incomunicadas desemboco en el universo extraordinario que es la cárcel de Ventas en este año de gracia de 1940. Una cantidad importante de mujeres, pálidas, con caras de hambre, algunas de ellas vestidas con trozos de manta y de tela de colchón, se encuentran hacinadas en los corredores, en las escaleras, en los propios retretes, todo eso invadido por una multitud de colchones enrollados, maletas, botijos, talegos, platos de estaño…” (Cárcel de Ventas, Mercedes Núñez, 1967).

En el Consejo de Guerra celebrado el 25 de octubre de 1940 Mercedes fue condenada a la pena de doce años y un día por auxilio a la rebelión, situándola como la responsable del Partido Comunista en La Coruña. Obtuvo la libertad condicional en enero de 1942, por un error administrativo, mientras esperaba la resolución de otro juicio bajo la acusación de pertenecer al  SRI (Socorro Rojo Internacional) y a organizaciones marxistas. En su despedida de las compañeras de prisión, una de ellas le dijo:

“Explica a los de la calle lo que viste aquí (…) Que los de la calle sepan”. (Cárcel de Ventas, Mercedes Núñez, 1967).

### Huida a Francia y colaboración con la Resistencia
Puesta en libertad, obtuvo la autorización para fijar su residencia en Barcelona. Allí preparó su huida clandestina a Francia. En julio de 1942 cruzó los Pirineos, en plena Segunda Guerra Mundial, bajo la falsa identidad de “Francisca Colomer, esposa Puig”. Dos meses después fue detenida por la policía francesa y encarcelada en la prisión de Perpiñán, bajo la acusación de “paso clandestino de la frontera” y condenada a un mes de prisión. En octubre de 1942, fue internada en el campo de Argelès, de donde salió al mes siguiente.
En enero de 1943 encontró trabajo como cocinera en el Estado Mayor de las fuerzas de ocupación nazis en Carcasona. Se incorporó a la Resistencia francesa como enlace, formando parte activa de la 5.ª Agrupación de Guerrilleros Españoles del Departamento de l’Aude, bajo el seudónimo de “Paquita Colomer”. Más tarde, obtuvo el rango de sargento de los FTPF (Francs Tireurs et Partisans de France). En  Carcasona se reencontró con un amigo de Barcelona, el reportero gráfico Agustí Centelles y ambos colaboraron en la falsificación de documentos para los guerrilleros.

### Deportación y campos de concentración nazis

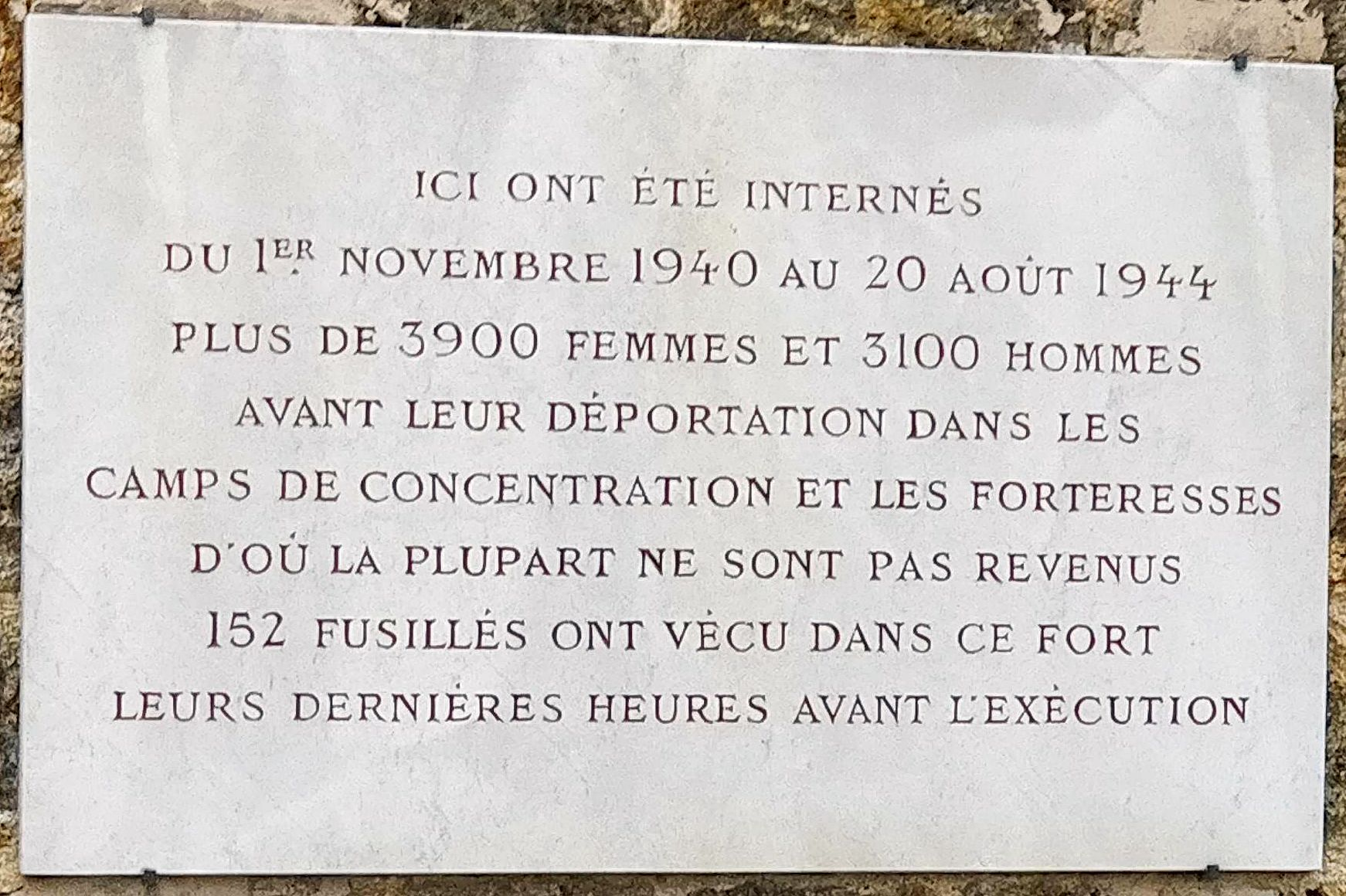
Placa conmemorativa en memoria de las personas internadas en Fort de Romainville

En mayo de 1944 fue detenida junto con once compañeros de su agrupación guerrillera y fue torturada por el colaboracionista francés René Bach, al servicio de la Gestapo. De  Carcasona fue trasladada al Fort de Romainville (prisión nazi cerca de París que albergó principalmente a mujeres prisioneras que eran encarceladas, ejecutadas o redirigidas a los campos) y un mes después fue deportada a Alemania, primero al campo de concentración de Sarrebrück, y después al femenino de Ravensbrück, donde llegó el 23 de junio de 1944.

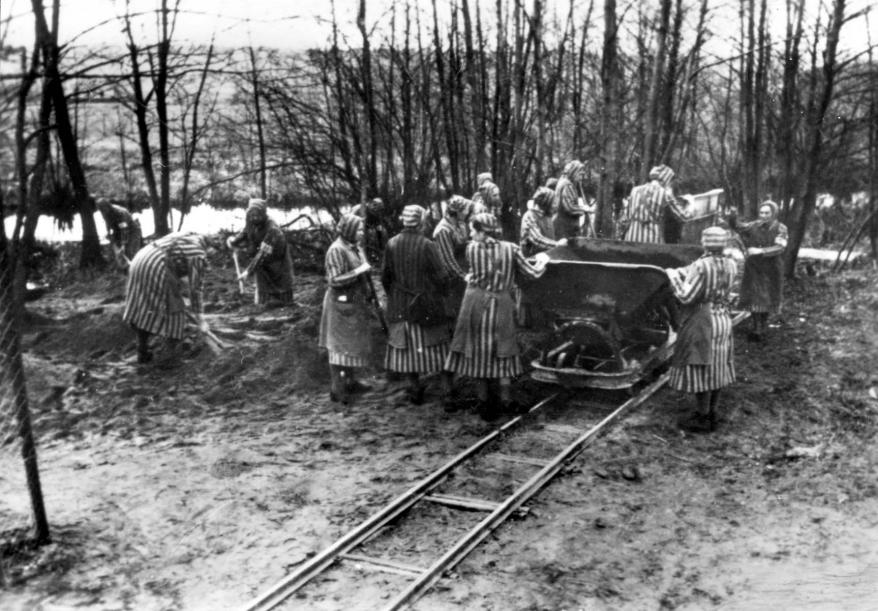
Mujeres presas en el campo de concentración de Ravensbrük

El campo de concentración de Ravensbrück se destinó principalmente a albergar mujeres procedentes de todos los países ocupados por los nazis. Mercedes Núñez escribió un relato autobiográfico sobre su estancia en el campo de Ravensbrück titulado El Carretó dels gossos. Una catalana la Ravensbrück. A lo largo de sus memorias, Mercedes Núñez plasmó multitud de retratos de coprotagonistas de su relato, en la Resistencia y en los campos, españoles, franceses, polacos, rusos, yugoslavos, alemanes nazis y no nazis. Describió los sistemas de degradación y humillación, el temor de contraer algún tipo de enfermedad que condujera directamente al crematorio, los esfuerzos para inutilizar obuses que las prisioneras se veían obligadas a montar. Mención especial hace la autora de las kapos (las vigilantes). Núñez Targa las describe como prisioneras que colaboraban con el fin de obtener algunas migajas de simpatía por parte de los nazis y esto dependía de su disponibilidad para actuar con dureza. De entre las 140.000 mujeres del campo, un centenar fueron republicanas españolas. Permaneció allí cuarenta días, conociendo a compañeras como Neus Catalá, Geneviève Anthonioz-De Gaulle y Lise London.
Las  deportadas se identificaban por un número cosido en el traje de rayas que llevaban puesto, así como por un  triángulo de color diferente segundo la clasificación de la prisionera. Para las “políticas” como Mercedes, rojo; amarillo para las judías; azul para las  apátridas (color también llevado por numerosos  deportados españoles de Mauthausen), etc.

### Kommando Hasag
El 21 de julio de 1944 fue enviada al Kommando Hasag, un complejo industrial situado en Leipzig, donde las prisioneras eran obligadas a trabajar en una fábrica de armamento destinado a abastecer al ejército alemán.
Entre las seis mil mujeres del  kommando estuvieron ocho españolas: Constanza Martínez Prieto, Carme  Boatell, Mercedes Bernal, Marita, Elisa Ruiz, María Ferrer, llamada  Contxita, María  Benítez Luque y Mercedes Núñez Targa, llamada Paquita. En este kommando Mercedes participó en las acciones de sabotaje para hacer inservibles los obuses que fabricaban.

“Realmente, cuando llegamos al campo, nos dimos cuenta que era imposible hacer algo allí, una vez llevadas a trabajar a la fábrica, sí que podíamos intentar alguna cosa. Y realmente vamos a decidir que perdidas por perdidas, intentaríamos hacer sabotajes con los obuses debido a la falta de control, a pesar de la presencia de los SS y de los obreros alemanes. Hicimos que se perdieran muchos   obuses…” (Entrevista con Montserrat Minobis, nov. 1980).

Fue liberada el 14 de abril de 1945 por las tropas aliadas americanas de la 2.ª División de  Infantería. Mercedes se encontraba en la enfermería del campo, con escarlatina y tuberculosis, destinada a la cámara de gas.

### Regreso a Francia
Mercedes no podía regresar a España y era una apátrida para el régimen franquista. Regresó a Francia en mayo de 1945 e ingresó en el Hospital Bichat de París. Estaba enferma y débil. Dos meses después se desplazó a Carcasona para participar como testigo de la acusación en el juicio seguido contra René Bach, su torturador al servicio de la Gestapo, que fue condenado a muerte y fusilado en septiembre de ese mismo año. 
Meses después conoció a Medardo Iglesias, capitán republicano de la Guardia de Asalto en Madrid. Medardo había estado internado en los campos de África del Norte desde que llegó Orán (Argelia francesa) a bordo del Stanbrook. Se casaron en 1947. Vivieron en Drancy y su casa se convirtió en lugar de encuentro de numerosos militantes clandestinos, represaliados e intelectuales. Mercedes padeció importantes secuelas producidas por la deportación y a consecuencia de las mismas, años después le extirparon un pulmón. A pesar de contar con la opinión desfavorable de los médicos, decidió tener a su hijo, Pablo, nacido en 1949.
Nunca cesó en su actividad militante: atendió a los emigrantes españoles, participó en congresos sobre deportación, colaboró en diversas publicaciones españolas y francesas, coordinó el programa De Ribadeo a Tuy en Radio España Independiente, estación pirenaica. Colaboró con "Amical de Mauthausen y otros campos" (asociación creada en 1962 en la clandestinidad que agrupa a los exdeportados republicanos de los campos de concentración del nazismo y a los familiares y amigos, tanto de los superviventes como de los  asesinados en los campos). En 1968 participó activamente en la creación del Partido Comunista de Galicia formando parte de su primero Comité Central.
Escribió el libro-testimonio sobre la cárcel de Ventas, publicado en París en 1967 y comenzó a narrar sus experiencias en el campo nazi de Ravensbrück, que fue publicado en 1980 en catalán con el título El carretó dels Gossos (La carreta de los perros).

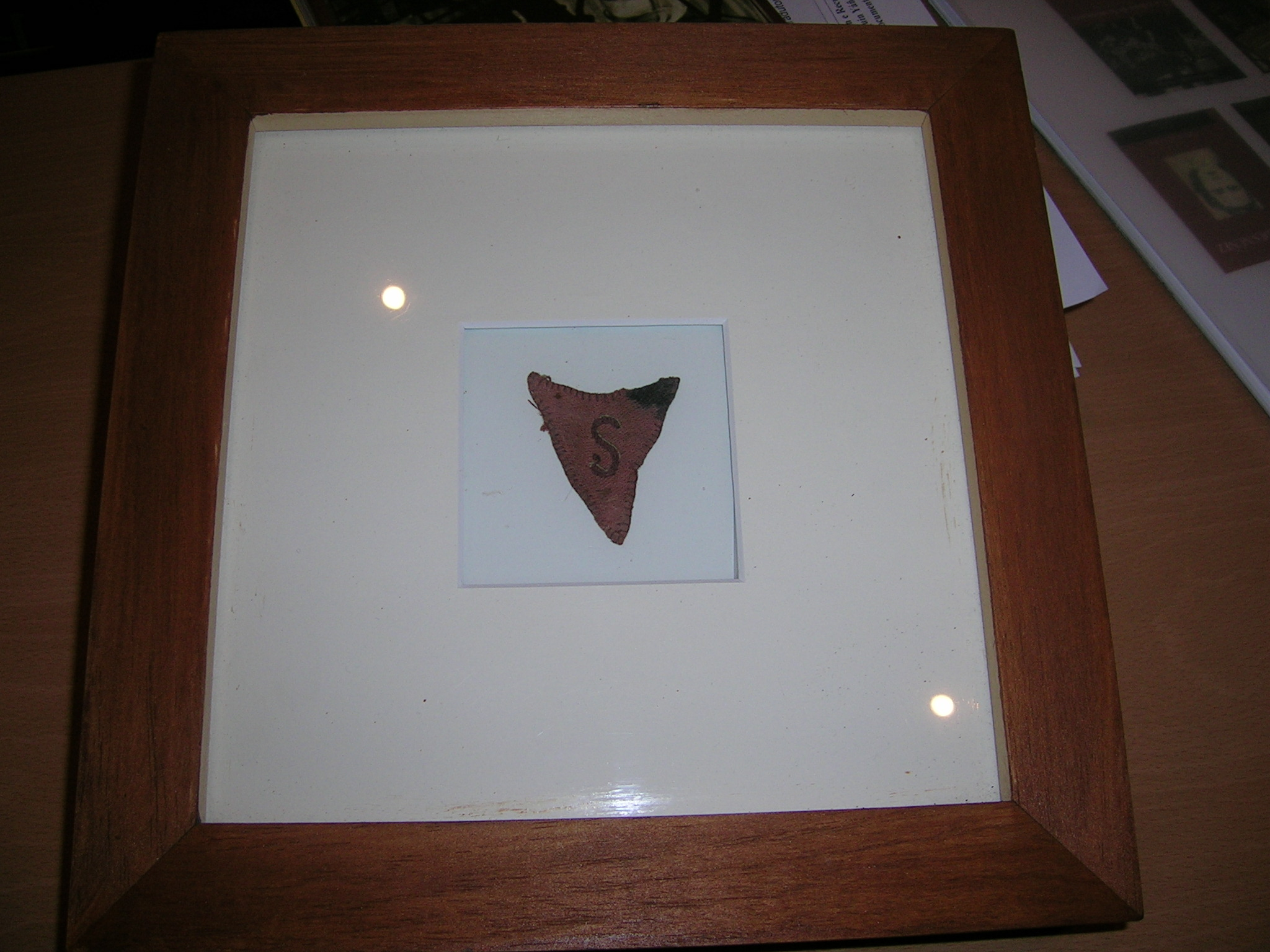
Tela conservada por Mercedes, utilizada como sistema de marcado en los campos de concentración nazis para prisioneiros españoles.

### Regreso a España
Tras la muerte de Franco, en 1975 Mercedes regresó a España con su marido y se establecieron en Vigo. 
En los años vigueses (1975-1986) su militancia se centró en la tarea de dar a conocer en Galicia y Cataluña, especialmente en centros de enseñanza, su visión de los campos de concentración nazis. Participó también en charlas y debates en radio y televisión. También la prensa escrita recogió su testimonio. En 1983, Mercedes fue nominada delegada en Galicia de la  "Amical de Mauthausen y otros campos" y se encargó de elaborar un censo de más de 200 gallegos muertos en los campos de concentración nazis.
Mercedes falleció en Vigo el 4 de agosto de 1986, sin conseguir de las autoridades gallegas y estatales el reconocimiento a los deportados.
Su hijo, Pablo Iglesias Núñez, se dedicó siempre a difundir la trayectoria de su madre. Con el paso del tiempo Pablo guardó múltiples objetos y documentos de su madre: retal que cosió en la cárcel de  Ventas, los certificados de pertenencia a la Resistencia francesa durante la ocupación nazi, la carta de su detención por parte de la Gestapo y su traslado al campo alemán de mujeres de Ravensbrück, la tela en forma de triángulo y con una « S» con la que fueron marcados los prisioneros españoles tachados de comunistas por los nazis, la medalla de la Legión de Honra de Francia que le concedió De Gaulle o la Medalla Militar.

## Premios y reconocimientos

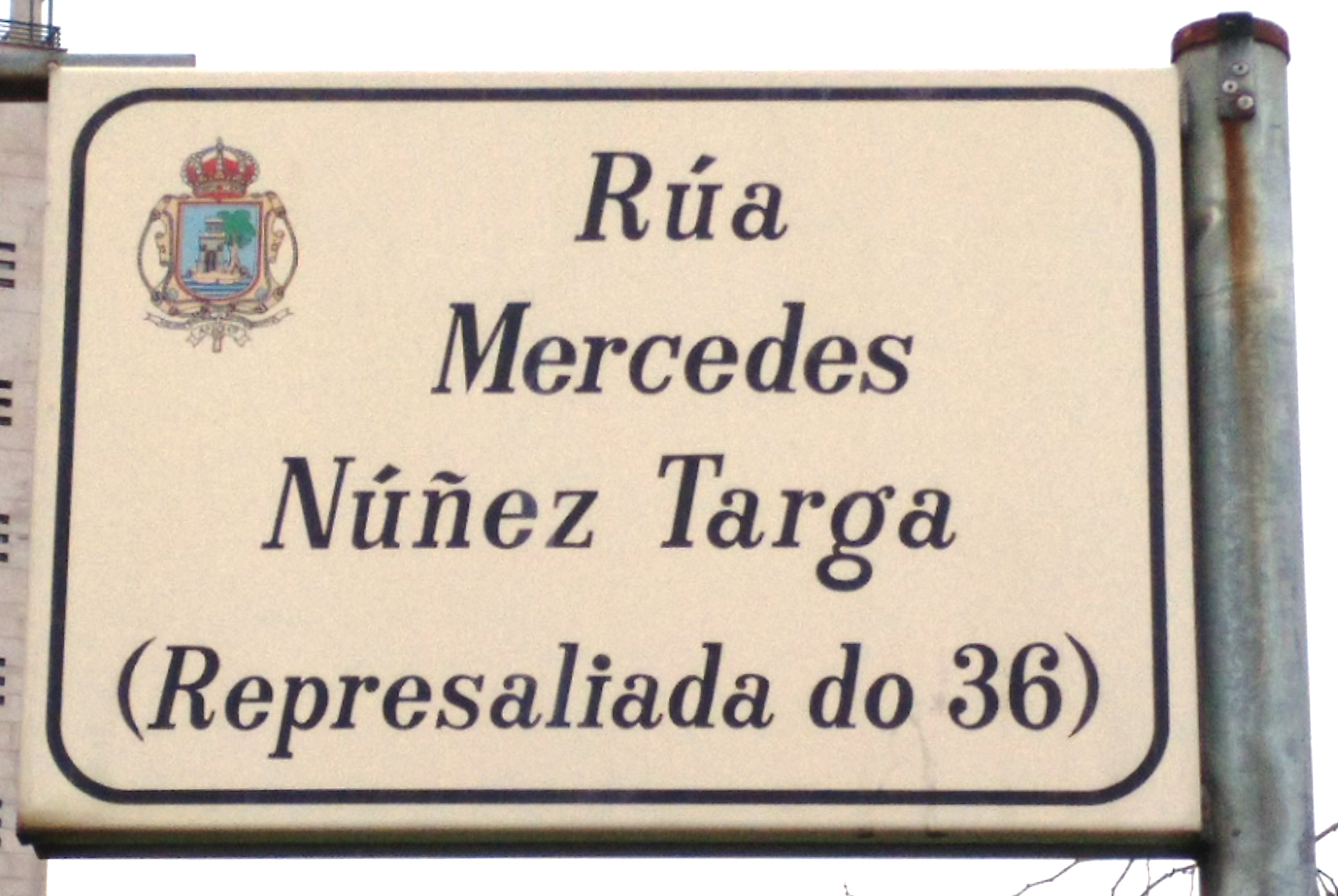
Placa de la calle Mercedes Núñez en Vigo

- En 1959 fue condecorada por el gobierno francés con la Legión de Honor (máxima condecoración civil francesa) y la Medalla Militar (máxima condecoración militar)[6]
- Condecorada por el gobierno francés con la Cruz del Combatiente Voluntario de la Resistencia, la Medalla de la Deportación e Internamiento por hechos de Resistencia, la Cruz de Guerra 1939-1945 y la Cruz del Combatiente.[6]
- En 1960 el presidente Charles De Gaulle le concedió el título de Chevalier de la Legión de Honra.[1]
- En 2009 se inauguró en Vigo una calle con el nombre de Mercedes Núñez.
- En 2009, el Centro Gallego de Barcelona presentó la exposición Mercedes Núñez Targa: O Valor da memoria[12]
- En 2011, con motivo del centenario de su nacimiento, el Partido Comunista de Galicia junto con el Foro por la Memoria le hicieron un homenaje en Vigo reivindicando su figura: realizaron una ofrenda floral en la calle que lleva su nombre, presentaron la edición en castellano del libro Destinada  al crematorio, prepararon un ciclo de conferencias y una exposición retrospectiva que fue inaugurada el 7 de enero de 2012.[13]
- En 2012, el Foro por la Memoria de Galicia y el PCG organizó un ciclo de actividades en Ferrol para dar a conocer y divulgar su vida[14]
- En 2016 se le rindió un homenaje en Tui organizada por Levada Libre.[15]
- En 2019, la asociación "Amigos de la República" le hicieron un homenaje ante su tumba en el cementerio de Pereiró (Vigo) con motivo de la conmemoración de los 88 años de la proclamación de la Segunda República en España. El acto contó con la presencia del hijo de la homenajeada, Pablo Iglesias, así como Xesús Alonso Montero, un histórico del Partido Comunista y Rubén Pérez, portavoz de Izquierda Unida.[16]
- El día 31 de enero de 2019, el Ayuntamiento de Barcelona inauguró una placa frente a la casa donde nació Mercedes Núñez, en la calle Santa Anna número 5 del distrito de  Ciudad Vieja, enmarcando el acto en la conmemoración del Día Internacional de las Víctimas del Holocausto.[17]

## Obras
Además de numerosos artículos (colaboró con diversas publicaciones como Mujeres Antifascistas Españolas, L’Humanité, Información Española, Mundo Obrero, Treball, Nuestra Bandera, Nova Galicia, etc.), Mercedes Núñez escribió dos libros que fueron reeditados y traducidos:

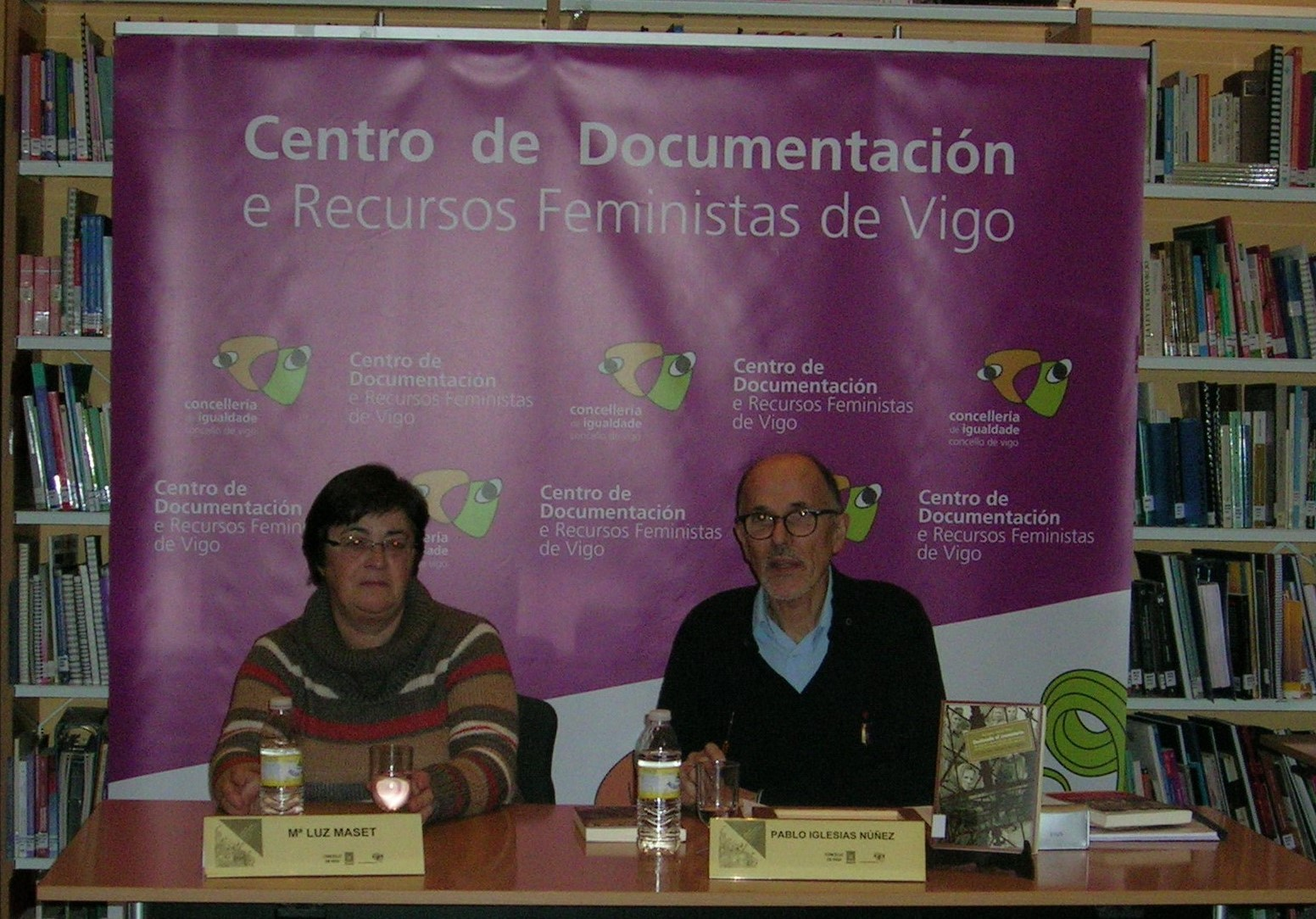
Pablo Iglesias y M.Luz Maset en una charla sobre el libro Destinada al crematorio (Centro de Documentación e Recursos Feministas de Vigo, 2013)

- Núñez Targa, Mercedes (1967): Cárcel de Ventas. París. Colección Ebro. Editions de la Librairie du Globe. Con introducción de Marcos Ana.
  - (2005): Cárcere de Ventas. Vigo. A Nosa Terra. Con prólogo de Carme Vidal Laxe y traducción de Carlos Arias y Sira Vidal. ISBN 978-84-96403-33-8
  - (2008): La presó de Ventas. Records d'una empresonada (1939-1942). Barcelona, Cossetània Edicions. Con prólogo y traducción de Agnès Toda i Bonet. ISBN 9788497913478

- Núñez Targa, Mercedes (1980): El Carretó dels gossos. Una catalana a Ravensbruck. Barcelona. Edicions 62.
  - (2005): El Carretó dels gossos. Una catalana a Ravensbruck. Barcelona. Edicions 62 (2ª edición). Con prólogo de su hijo Pablo Iglesias Núñez. ISBN 9788429756449
  - (2011): Destinada al crematorio. De Argelès a Ravensbrück: las vivencias de una resistente republicana española. Sevilla, Renacimiento. Traducido por Pablo Iglesias Núñez y Ana Bonet Solé y prologado por Xesús Alonso Montero.[18] ISBN 9788484726609
  - (2012): Le valeur de la memoire. De Argelès a Ravensbrück: le parcours d'una résistante républicaine espagnole. Sevilla, Renacimiento. Traducido por Ana Bonet Solé y prologado por Jean Ortiz. ISBN 9788484727293

- (2016): El valor de la memoria. De la cárcel de Ventas al campo de Ravensbrück. Sevilla, Renacimiento. Recompilación de dos libros: Cárcel de Ventas y la traducción al castellano de El carretó dels gossos por Pablo Iglesias y Ana Bonet Solé. Con prólogo de Elvira Lindo e introducción de Mirta Núñez Díaz-Balart.[19] ISBN 9788416685899